# Sandinista!
Sandinista! (с англ. — «Сандинист!») — четвёртый альбом британской рок-группы The Clash, вышедший в 1980 году. «Sandinista!» вышел на трёх пластинках и был ещё более эклектичен, чем предыдущий альбом ансамбля. В британском хит-параде он занял 19-е место и вызвал уничтожающие отзывы критиков того времени. Альбом назван по имени социалистической партии, пришедшей к власти в Никарагуа в 1979 году, таким образом подчёркивая политичность текстов большинства песен альбома.

## Обзор
«Sandinista!» изначально планировался в стилях регги и даб и поэтому группа пригласила на запись ямайского продюсера Майки Дреда. Дред, в свою очередь, предложил группе записываться у него в студии на Ямайке. Однако затем концепция альбома стала более расплывчатой, и альбом в итоге записывался хаотично в разных студиях с разными продюсерами, что отразилось в содержании: 36 композиций альбома представляли собой смесь всевозможных жанров: от привычного для группы рока, рокабилли и регги до калипсо, госпел, би-бопа и рэпа; некоторые песни были записаны в исполнении малолетних детей и посторонних музыкантов. 6-я сторона альбома была полностью сделана в стиле даба. Открывающая пластинку песня «The Magnificent Seven» является одним из самых ранних примеров белого рэпа (на сингле песня сопровождалась ремиксом, что было совершенно новым для рок-групп того времени). В записи помогали музыканты из The Blockheads.
Как и в случае с двойным «London Calling», тройной «Sandinista!», по настоянию группы, продавался по цене одной пластинки: весь убыток возмещался тем, что музыканты, по предложению лейбла, не получали денег с первых 200 тысяч экземпляров альбома.

## Обложка
На обложке альбома помещена фотография группы, сделанная Пенни Смит в ноябре 1980 года под лондонским железнодорожным мостом. Музыканты в тот день снимались для видеоклипа на песню «The Call Up» и потому в костюмах. В альбом был также вложен большой сложенный вкладыш с политическими карикатурами.

## Альбомные синглы
- «The Call Up / Stop The World» (ноябрь 1980)
- «Hitsville UK / Radio One» (январь 1981)
- «The Magnificent Seven / The Magnificent Dance» (апрель 1981)

## Влияние
Название альбома стало именем российской хардкор-панк группы «Sandinista!».

## Список композиций
За исключением указанных особо, все песни написаны The Clash.
1-я сторона:
1. «The Magnificent Seven» — 5:28
2. «Hitsville U.K.» — 4:20
3. «Junco Partner» (Роберт Эллен) — 4:53
4. «Ivan Meets G.I. Joe» — 3:05
5. «The Leader» — 1:41
6. «Something About England» — 3:42

2-я сторона:
1. «Rebel Waltz» — 3:25
2. «Look Here» (Мос Эллисон) — 2:44
3. «The Crooked Beat» — 5:29
4. «Somebody Got Murdered» — 3:34
5. «One More Time» (The Clash — Майки Дред) — 3:32
6. «One More Dub» (The Clash — Майки Дред) — 3:34

3-я сторона:
1. «Lightning Strikes (Not Once But Twice)» — 4:51
2. «Up In Heaven (Not Only Here)» — 4:31
3. «Corner Soul» — 2:43
4. «Let’s Go Crazy» — 4:25
5. «If Music Could Talk» (The Clash — Майки Дред) — 4:36
6. «The Sound Of Sinners» — 4:00

4-я сторона:
1. «Police On My Back» (Эдди Грант) — 3:15
2. «Midnight Log» — 2:11
3. «The Equaliser» — 5:47
4. «The Call Up» — 5:25
5. «Washington Bullets» — 3:51
6. «Broadway» — 5:45

5-я сторона:
1. «Lose This Skin» (Таймон Догг) — 5:07
2. «Charlie Don’t Surf» — 4:55
3. «Mensforth Hill» — 3:42
4. «Junkie Slip» — 2:48
5. «Kingston Advice» — 2:36
6. «The Street Parade» — 3:26

6-я сторона:
1. «Version City» — 4:23
2. «Living In Fame» (The Clash — Майки Дред) — 4:36
3. «Silicone On Sapphire» — 4:32
4. «Version Pardner» (Роберт Эллен) — 5:22
5. «Career Opportunities» — 2:30
6. «Shepherds Delight» (The Clash — Майки Дред) — 3:25